# Musabagi
Musabagi är ett periodiskt vattendrag i Burundi.   Det ligger i provinsen Muramvya, i den centrala delen av landet, 40 km nordost om huvudstaden Bujumbura.
Omgivningarna runt Musabagi är en mosaik av jordbruksmark och naturlig växtlighet. Runt Musabagi är det tätbefolkat, med 369 invånare per kvadratkilometer.